# Family Circle Cup 2001
Family Circle Cup 2001 — жіночий тенісний турнір, що проходив на відкритих кортах з ґрунтовим покриттям Family Circle Tennis Center в Чарлстоні (США). Належав до турнірів 1-ї категорії в рамках Туру WTA 2001. Відбувсь удвадцятьдев'яте і тривав з 16 до 22 квітня 2001 року. Друга сіяна Дженніфер Капріаті здобула титул в одиночному розряді.

## Фінальна частина

### Одиночний розряд
Дженніфер Капріаті —  Мартіна Хінгіс 6–0, 4–6, 6–4
- Для Капріаті це був 3-й титул за сезон і 13-й — за кар'єру.

### Парний розряд
Ліза Реймонд /  Ренне Стаббс —  Вірхінія Руано Паскуаль /  Паола Суарес 5–7, 7–6(7–5), 6–3
- Для Реймонд це був 3-й титул за сезон і 23-й — за кар'єру. Для Стаббс це був 3-й титул за сезон і 27-й — за кар'єру.